# Bistum Goroka
Das Bistum Goroka (lat.: Dioecesis Gorokana) ist eine in Papua-Neuguinea gelegene römisch-katholische Diözese mit Sitz in Goroka. Es umfasst die Provinz Eastern Highlands Province.

## Geschichte
Papst Johannes XXIII. gründete mit der Apostolischen Konstitution Prophetica vox am 18. Juni 1959 das Apostolische Vikariat Goroka aus Gebietsabtretungen des Apostolischen Vikariats Alexishafen.
Mit der Bulle Laeta incrementa wurde es am 15. November 1966 zum Bistum erhoben, das dem Erzbistum Madang als Suffragandiözese unterstellt wurde. Am 18. März 1982 wurde es Teil der Kirchenprovinz des Erzbistums Mount Hagen. Am 8. Juni desselben Jahres verlor es einen Teil seines Territoriums zugunsten der Errichtung des Bistums Kundiawa.

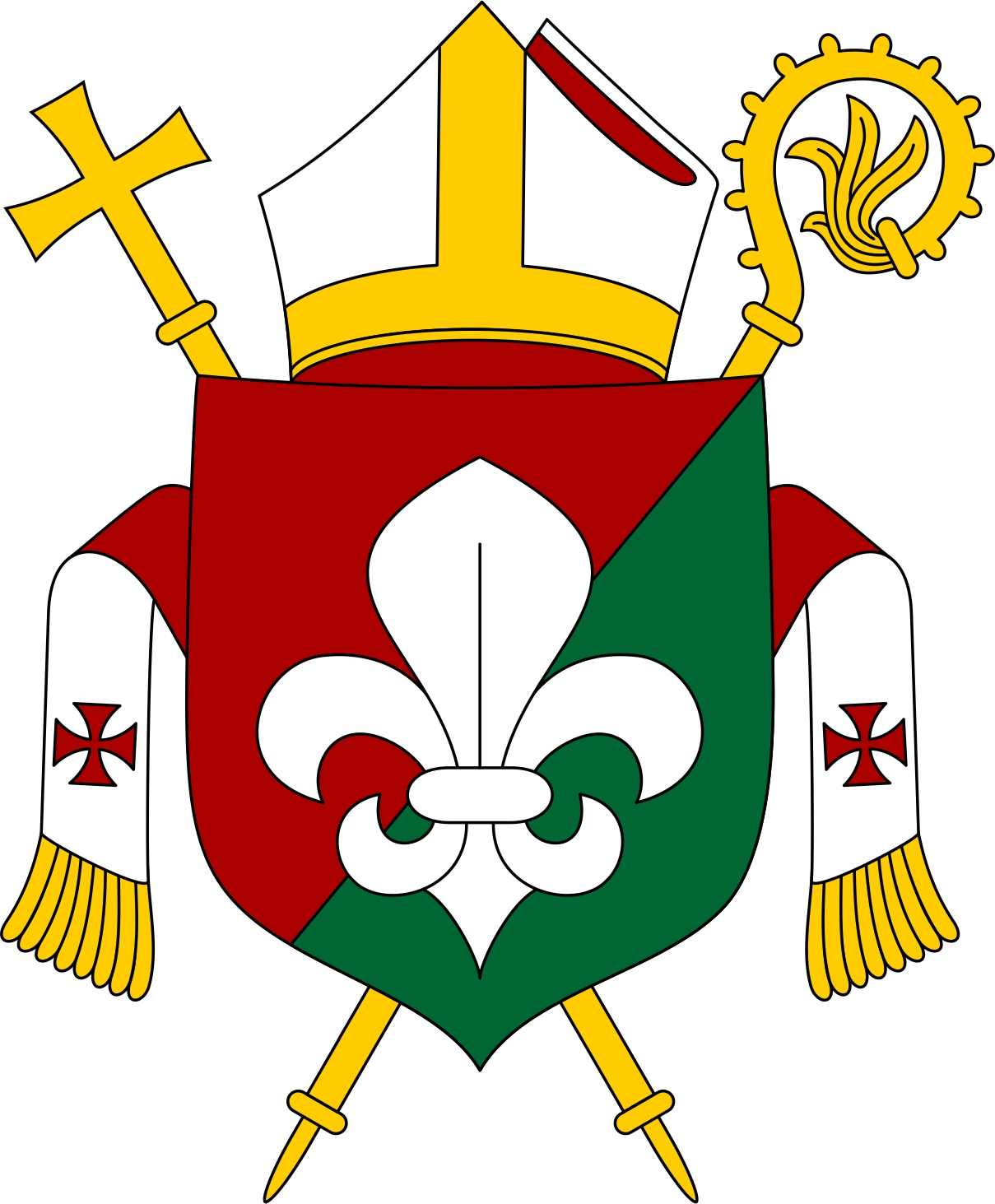
Wappen des Bistums Goroka

## Ordinarien

### Apostolische Vikar von Goroka
- Bernhard Schilling SVD (19. Dezember 1959 – 15. November 1966)

### Bischöfe von Goroka
- John Edward Cohill SVD (15. November 1966 – 30. August 1980)
- Raymond Rodly Caesar SVD (30. August 1980 – 18. Juni 1987)
- Michael Marai (25. Oktober 1988 – 15. November 1994)
- Francesco Sarego SVD (6. Dezember 1995–9. Juni 2016)
- Dariusz Kałuża MSF (9. Juni 2016 – 12. September 2020, dann Bischof von Bougainville)
- Walenty Gryk SVD (seit 14. Februar 2022)

## Statistik
| Jahr | Bevölkerung | Bevölkerung | Bevölkerung | Priester     | Priester         | Priester       | Priester               | Ständige Diakone | Ordensleute  | Ordensleute      | Pfarreien |
| ---- | ----------- | ----------- | ----------- | ------------ | ---------------- | -------------- | ---------------------- | ---------------- | ------------ | ---------------- | --------- |
| Jahr | Katholiken  | Einwohner   | %           | Gesamtanzahl | Diözesanpriester | Ordenspriester | Katholiken je Priester | Ständige Diakone | Ordensbrüder | Ordensschwestern |           |
| 1970 | 76.327      | 410.000     | 18,6        | 29           | 2                | 27             | 2.631                  | 1                | 48           | 19               |           |
| 1980 | 86.126      | 350.450     | 24,6        | 20           | 1                | 19             | 4.306                  | 1                | 30           | 14               | 15        |
| 1990 | 18.000      | 300.000     | 6,0         | 16           | 2                | 14             | 1.125                  |                  | 26           | 30               | 9         |
| 2000 | 13.627      | 315.000     | 4,3         | 12           | 1                | 11             | 1.135                  |                  | 21           | 20               | 9         |
| 2001 | 13.113      | 385.000     | 3,4         | 14           | 2                | 12             | 936                    |                  | 22           | 22               | 9         |
| 2006 | 16.393      | 440.000     | 3,7         | 12           | 2                | 10             | 1.366                  |                  | 15           | 24               | 9         |
| 2013 | 15.511      | 530.000     | 2,9         | 11           | 2                | 9              | 1.410                  |                  | 13           | 20               | 10        |
| 2016 | 16.250      | 600.000     | 2,7         | 10           | 2                | 8              | 1.625                  |                  | 11           | 19               | 9         |